# 石羊奎閣
石羊奎閣位於四川省資陽市安岳縣，文物遺址年代判定為清。2012年7月16日公佈為第八批四川省文物保護單位。
石羊奎閣位於四川省資陽市安岳縣石羊鎮街村，坐東北向西南，建於清光緒十八年（1892）。石羊奎閣建在條石圍砌素面台基之上，六邊形，木結構，五重簷閣樓式，六角攢尖頂，閣高24米，建築面積145.5平方米。閣身呈六邊翹角飛簷，層層上收，層高4.8米，各層均在虎壁上開木格窗。奎星閣內四方形倒覆蓮柱礎上置圓形巨木柱四根，採用無鉚架梁、穿鬥支撐奎星閣六角造型。閣內四穿用木柱，穿鬥式梁架，結構復雜，工序規整；屋頂為歇山式，扳鰲垛脊，工藝精湛；簷下飾有柱頭鋪作及補間鋪作斗拱，架設精緻。石羊奎閣佈局合理，排列有序，獨具特色，雄偉壯觀，具有很高的科學、歷史和建築藝術價值。1981年，石羊奎閣被安岳縣人民政府公佈為縣級文物保護單位。